# Munitepec de Madero
Munitepec de Madero es una localidad de México localizada en el municipio de Tlaxcoapan en el estado de Hidalgo.

## Toponimia
El nombre del pueblo Munitepec, que se deriva del original que fue El Muni, o el Hmuni, en lengua nahua significa: “Entre los pliegues del cerro” o "Lugar entre matorrales y arbustos" ya que el lugar original donde se ubica en los antiguos mapas el Muni quedaba entre los pliegues del cerro de las navajas, y también es un lugar rodeado de arbustos, y matorrales.

## Geografía
Se encuentra en la región geográfica del Valle del Mezquital. Le corresponden las coordenadas geográficas 20° 07’ 44.526” de latitud norte y 99° 11’ 55.474” de longitud oeste, con una altitud de 2123 m s. n. m. Cuenta con un clima semiseco templado.
En cuanto a fisiografía se encuentra en la provincia del Eje Neovolcanico, dentro de la subprovincia del Llanuras y Sierras de Querétaro e Hidalgo; su terreno es de llanura. En lo que respecta a la hidrografía se encuentra posicionado en la región del Pánuco, dentro de la cuenca del río Moctezuma, y en la subcuenca del río Salado.

## Demografía
En 2020 registró una población de 3046 personas, lo que corresponde al 15.98 % de la población municipal. De los cuales 1468 son hombres y 1578 son mujeres.
| Gráfica de evolución demográfica de Munitepec de Madero entre 1900 y 2020                    |
|                                                                                              |
| Población de los censos y conteos del Instituto Nacional de Estadística y Geografía (INEGI). |